# ターメリック・ストーム
ターメリック・ストームは、かつて全日本プロレスで活動していたプロレスのタッグチーム。

## 概要
2003年2月、当時「ぬるま湯」と称されていた全日本プロレスの中堅の活性化を目指して、本間朋晃と宮本和志により結成。
2004年5月、宮本の無期限海外遠征に伴い解散。
2012年9月、全日本プロレスのアジアタッグ王座決定トーナメントに出場するために再結成。
2019年2月19日、両国国技館で行われた「ジャイアント馬場没後20年追善興行」において、本間&岡林裕二&野村直矢&成田蓮vs宮本&橋本友彦&橋本大地&野村卓矢の8人タッグマッチが行われ、本間と宮本が久々に直接対決した。

## メンバー
- 本間朋晃
- 宮本和志